# 絢爛舞踏祭 ザ・マーズ・デイブレイク
『絢爛舞踏祭 ザ・マーズ・デイブレイク』（けんらんぶとうさい ザ マーズ デイブレイク）は、テレビ東京系列で、2004年4月1日から同年9月23日まで放送されたテレビアニメ。ソニー・コンピュータエンタテインメントのコンピュータゲーム『絢爛舞踏祭』の世界観設定を元に製作された。

## あらすじ
大部分が氷と水に覆われて人の住まう土地で無い火星では、多くの人々は都市船と呼ばれる巨大な潜水艦で暮らす。火星の水はエネルギー源であり、かつてはその水を巡って地球を巻き込んだ銀河大戦が展開された。終戦に伴う空前の大不況の真っ只中、フリーターのグラムは、海賊「夜明けの船」の都市船アデナ襲撃に巻き込まれ海に投げ出されたところを、彼の所有するペンダントの輝きに惹かれるように現れたラウンドバックラー（RB）「希望号」に乗り込む形となった。「希望号」を「夜明けの船」関係だと勘違いした地球軍のRBと交戦し、なんとか退けたグラムは「夜明けの船」のRBダイバーのヤガミにスカウトされ、やがて、彼は「夜明けの船」に迎え入れられる。

## 登場人物

### 夜明けの船一行
グラム・リバー
声 - 関智一
本編の主人公。元々は都市船アデナのダウンタウンに暮らすフリーターだったが、「夜明けの船」のアデナ襲撃に巻き込まれ海に投げ出されたところを、彼の所有するペンダントの輝きに惹かれるように現れたラウンドバックラー「希望号」に搭乗。RBダイバーとしての腕をヤガミに見出されクルーとしてスカウトされ、夜明けの船のメンバーとなる。自分の都市船を持って孤児や社会的に立場が低い人達が安心して暮らせるようにする事が夢。
多くのアルバイトをこなしてきた経験から何をさせてもそつなくこなし、特にRBを含めた搭乗型機械の操縦と料理の腕前は一流。夜明けの船のマズい飯に辟易し、戦闘時以外は食堂で調理を担当。ただし、気分が滅入ってしまった際にはそれと同時に壊滅的な腕前になる。性格は明るくお人好し。初対面の相手であっても困っていたら真摯に向き合う。「優男」と評されるように力は強い方ではないが、以前サーカスでアルバイトした経験から身のこなしは非常に軽く、生身でもそれなりに強かったりする。政治情勢や現実的な将来の人生設計には興味が無く、その日その日を精一杯生きることを信条としている。流れがあれば乗りもするが、基本的に自分の舵は自分でとるタイプである。
ヤガミ・アリアン
声 - 山野井仁
夜明けの船に所属するRBダイバーであり、RB「士翼号」に搭乗する。超絶的な操縦技術とセンスを持ち、出撃の際には地球軍のRBを残らず破壊し尽くすことから「死神ヤガミ」の異名で恐れられている。戦況判断能力にも長けており、エリザベスら幹部陣の作戦会議によく出席している。グラムやアキ達の突飛な行動にも1歩引いた立場からメスを入れる事が多い。基本的には保守的な考え方をしているが、絶体絶命の場面では一か八かの大胆不敵な一手を打つこともある。およそ海賊らしからぬクールな物腰からは想像もつかない、熱い魂の持ち主。しかし、方向音痴で大学都市船内で迷子になる、アキ発案の仮装パーティでノリノリのコスプレを披露する、エステルの誕生日会の為に率先して小芝居を打つなど、意外にくだけた一面も。元々はナイアル・ポー側の人間で、夜明けの船と共にエリザベスたちの前に現れて以降行動を共にしている。その兼ね合いで、とある作戦中に夜明けの船から離れた。作中で銃を手にしているシーンはあるが、ポーズだけだったり銃で殴るなど本来の使用目的とは異なる使用方法を取っているので格闘戦は不得手と見える。
小カトー・タキガワ
声 - 阪口大助
愛称はショウ。夜明けの船のクルーで、RBダイバー（それも、直接乗り込んで操縦する初期型と呼ばれるRBのダイバー）に憧れる少年。普段は海賊稼業の戦利品の受け渡しや買い出し等の雑用をしていることが多い。夜明けの船のトップエースであるヤガミを尊敬する一方で、唐突に（しかも自分専用のRBを持って）現れたグラムにはライバル心を抱いていた。後に戦力増強のために新たに組み上げられた搭乗型RB「慈愛号」のダイバーに抜擢され、夢を叶える。しかしその腕前は未熟であり、経験豊富なグランパのサポートが欠かせず、一流のRBダイバーへの道はまだまだ険しい。同年代の東原に好意を寄せており、彼女の態度に一喜一憂している。
アキリーズ・ポーランドウッド
声 - 山崎たくみ
愛称はアキ。夜明けの船のRB要員であり、有線による遠隔操縦型RB（後期型RB）の「武勇号」「義勇号」を操る。有線制御に拘りがあるのか、希望号や士翼号の様な直接乗り込んで操縦する初期型RBを「ヒモなし」と呼び、ダサいと思っているらしい。直情的な熱血漢で、分かり易い性格だが怪談の類は苦手。恋愛面では意外と緊張してしまうタイプである。格闘戦では手斧と小型銃を使用している。
エステル・エイン艦氏族・アストラーダ
声 - 折笠富美子
夜明けの船の副長。かつて、「汎銀河大戦」で人類と争った第二異星人「ネーバル・ウィッチ」の一員。（人類的に見ての）外見年齢は12歳前後だが※、実年齢は140歳。間違いなく夜明けの船内でも最年長の部類に入るが、船長であるエリザベスやBALLSの長であるグランパには尊敬と忠誠の念を抱いている模様。常に冷静、概して無愛想だが悪意があるわけではない。着痩せするタイプで、同性のエノラが驚くほどナイスバディー。
※ただ、エノラがエステルの年齢を15歳と勘違いしたとき、その低さに驚くなど、アニメの中ではおおよそ18歳から20代くらいの容姿をしている。
普段はブリッジで操舵やオペレーターとして過ごしているが、いざという時にはポイポイダーを蹂躙させる程の立ち回りを見せる。
エノラ・タフト
声 - 村田秋乃
地球大統領ジョージ・タフトの孫娘。お忍びでの火星留学中に誘拐事件に巻き込まれる。その後紆余曲折の末に夜明けの船に乗り組むことになり、そのまま居付いてしまった。火星先住移民の文化とミステリーに胸を焦がすロマンチスト。と同時に明朗快活を通り越したトラブルメーカーのじゃじゃ馬娘。そのじゃじゃ馬っぷりたるや、誘拐犯グループが泣き言を言い出すほどである。発言も行動も積極的で日々周囲の舌を巻かせている。
自分に対して偏見無く接し、本気で怒ってくれるグラムを「お兄ちゃん」と呼び慕うようになる。
エリザベス・リアティ
声 - 一城みゆ希
夜明けの船の船長。荒くれどもを実力で束ね、クルー達からの信頼も厚い肝っ玉母さん的存在。新入りのクルーに決闘を持ち掛けるマイルールを持っている。夜明けの船を愛しており、夜明けの船が当て逃げされた際には激昂して目標最優先で追い詰めた。来るものは拒まず去るもの追わず、しかし裏切りは決して許さないが信条。経験から来る冷静な状況認識と、大胆かつ豪快な作戦を得意とする。マイクを通した咆哮により周囲一帯を鎮圧させる必殺技を持っている。
ネリ・オマル
声 - 田村真紀
夜明けの船の整備長。多くのBALLSを引き連れてRBやBALLSの修理と整備、船の細部メンテナンスも行う。機械いじりが趣味。男勝りで口は悪いが頼れる姉御である。
サーラ・シェーシャ
声 - 矢島晶子
アルカイックスマイルが魅力のおっとりした女性で、夜明けの船の医療担当（船医兼看護士）。元は医科大の学生だったが、大学が閉鎖され途方にくれていた所を夜明けの船に雇われた。おしゃれが好きなようでクローゼットには様々な衣服がある。個人病院経営が夢。
東原恵
声 - 堀江由衣
「人の内なる声」や「言葉を持たぬものの声」が聞こえると言う不思議な力を持つ少女。その特異な体質のために人との関わりを嫌い、自室に引きこもっていることが多かったが、ある事件がきっかけでショウの説得に「勇気」を貰い、外の世界へと足を踏み出す。以後は他のクルー達とも積極的に関わるようになり、特に年齢の近いショウやエノラとは仲が良く、グラム、ミルヒ、サーラらにも懐いている様子。自室から出るようになってからはサーラと共に医務室で過ごしていることが多い。
クララ・ド・シレーヌ
声 - 兵藤まこ
優雅でマイペースな性格のネコ知類メスで、夜明けの船内での保守・伝達を仕切る甲板長。会話の際は首輪に仕込んだ翻訳機を用いるが、作戦中は普通の野良猫として振る舞う。
エリザベスの椅子（クッションの上）やエステル、ショウの頭の上などがお気に入り。
ポイポイダー
声 - 家中宏
夜明けの船の航海長を務めるイルカ（バンドウイルカ）知類オス。陸上活動のためにロボットのような人型スーツを装着しており、スーツはロケットブースターによる短距離飛行も可能。その上ミサイルや魚雷、ロケット弾などの武器も内蔵している。あまり小回りが効かない。
その外見とは裏腹に数々の冒険談を持つ誇り高き海の男であり、ありとあらゆる港で女性達が彼の事を待っているらしい。怪談話は不得手である。
クリサリス・ミルヒ
声 - 梁田清之
夜明けの船の水雷長を担当する男。寡黙だが男気に溢れた性格。格闘戦の際には手斧を持って駆け回っている。東原を娘のように思っており、心を閉ざす彼女を心配している。
グランパ
声 - 中嶋聡彦
音声会話が可能な数少ない初期型BALLS。夜明けの船に搭載された無数のBALLSを率いるリーダーであり、彼らを率いて艦内外を縦横無尽に転がり回り、修理や保全を担当する。経験豊富で、クルーからは愛着と尊敬をこめて「グランパのじっちゃん」と呼ばれる。ちなみに「顔」にあたる部分の眉とヒゲの模様は、ヤガミが描き込んだものらしい。
アボット
声 - 松本大
ブロンソン
声 - 原沢勝広
コーネル
声 - 田坂秀樹
夜明けの船のクルー達。ヒゲとハチマキが特徴のアボット、サングラスをかけた大柄なブロンソン、首に赤いスカーフを巻いているのがコーネル。彼らのほかにも、数十人の乗組員がいる。皆がさつだが気の良い性格をしている。
MAKI
声 - 高島雅羅
夜明けの船の中枢を司るAI。夜明けの船の制御を一手に引き受ける。

### 海賊
キュベルネス
声 - 藤原啓治
一匹狼の傭兵海賊で、忠実なロボット船員の部下以外の他者と組むことはしない。戦闘等を一人でこなすため、右腕を剣や銃を内蔵したサイボーグアームに改造している。当初は夜明けの船に誘拐された（と思われていた）エノラ奪還のために夜明けの船の前に現れる。グラムのペンダントについても何か知っているらしい。ネーバル・ウィッチの技術を応用した巨大な潜水艦と異形のRB「マーメイド」を操る。
クロウリー
声 - 矢尾一樹
メイザース
声 - 秋元羊介
リガルディ
声 - 黒田崇矢
キュベルネスを倒すためアンナが雇った海賊。かつて依頼を放棄し、依頼主を裏切る形でアンナと手を組んだ。三人一組の兄弟海賊であり、メンバーは金の潜水艦を操るリーダー格が「ゴールデンドーン」のクロウリー、銀の潜水艦の「シルバードーン」のメイザース、銅の潜水艦「ブロンズドーン」のリガルディの三人。
依頼以前よりキュベルネスに勝負を仕掛けていたらしく、結果は目下13連敗中。
ドウズ
声 - 塚田正昭
都市船リガオカの実力者。ガーマの所有する導きの箱に金のにおいを嗅ぎつけ、これを手に入れようと手下を使って執拗な嫌がらせを繰り返す。が、導きの箱がどういうものかについては分かっていない。
ベロニカ
声 - 杉本ゆう
夜明けの船が補給に立ち寄った隠れ都市船リバタリアで、買出しに出たポイポイダーに声をかけたイルカ知類のメス。ポイポイダーと同タイプのスーツを着用していた。

### 火星方面軍・住民
ベステモーナ・ローレン
声 - 桑島法子
本編のヒロイン。愛称はベス。地球から夜明けの船討伐の任を帯びて火星方面軍に配属された地球軍新兵の一人で、RBの操縦を担当する。任務の際にはロングヘアを特徴的なツインテール状に結っている。生真面目で上昇志向の強い性格。元々は火星生まれ火星育ちの孤児で、グラムと共にアデナのダウンタウンで育った幼馴染だったが、地球の富豪ローレン家の養女として引き取られ、以降は地球で暮らしている。自分を養女として迎えたローレン氏を尊敬してはいるが、「ローレン財閥の令嬢」として見られることは嫌っている様子。また、ローレン家に引き取られる際のグラムの態度から、彼に対して複雑な感情を抱いていた。夜明けの船のクルーとなったグラムと再会してからは海賊に成り下がったグラムを更生させようと上司や同僚を振り払って追いかける事が多々あり、その無茶が祟って地球軍の独房へ投獄された。火星時代にグラムが夜店で買ってくれたローリーというタツノオトシゴを未だに大切に育てている。
リッチ・デ・ボヌール
声 - 稲田徹
ベスと共に火星方面軍に配属された新兵の一人。真面目な性格だが少々気弱で押しに弱い性格。よく女性陣に圧倒されている。元々RBが好きらしく、スタンバイ中のRBを眺めては思いを馳せている。怪談話が苦手。
ロゼッタ・ハミルトン
声 - 村井かずさ
ベスの同僚で火星に配属された新兵。ベスに負けず劣らずのRB操縦技術を持っている。ゴシップ好き、詮索好きな明るい性格で、時にはそれが過ぎてベスを怒らせてしまうことも。しかし彼女を友人として大切に思っている。
カルブ・ドリトル
声 - 長嶝高士
地球軍火星方面軍の大尉で、アデナ基地におけるベス達夜明けの船討伐隊の上司に当たる。ことなかれ主義の昼行灯で、職務に対する熱意も薄く、同僚の女性達を侍らせて過ごす事も少なくない。しかし、汎銀河大戦の猛者だったとの噂もあり、時折鋭い眼光と判断力をぞかせる。42歳。
アンナ・グレース
声 - 玉川紗己子
火星政府首席代表。市民に楽観的なビジョンを語るだけのアイドル政治家だったが、地球からの不当な扱いにストレスを蓄積させていた。エノラ誘拐事件を機に一念発起、エノラを保護し夜明けの船を捕まえることで地球政府に対して優位に立とうと、あの手この手で夜明けの船を付けねらうが悉く返り討ちに遭う。
ジョセフ
声 - 家中宏
アンナの秘書官。スイッチの入ってしまった彼女に翻弄されてしまう苦労人。
ナイアル・ポー
声 - 辻親八
「火星独立解放機構」なる反政府組織の政治的代表にして夜明けの船のオーナー。夜明けの船への指令伝達のためだけにわざわざ火星政府の政治放送を電波ジャックしたり、大仰なアクションと芝居がかった暗号を用いるなど、派手なパフォーマンスを好む反面、メンバーからはあまりのうさん臭さから信頼されていない。
ドクター
声 - 飯塚昭三
都市船ハラスのオーナーであり、抜群のメカニック修理手腕を持つことから「ドクター」の通り名で呼ばれている。饒舌で人の心に付け入るのが得意。
かつてはエリザベスと共に海賊稼業をしており、互いの夢を語り合った仲。なおその際にエリザベスにプロポーズしたこともあるらしい。
ローレン
声 - 仲木隆司
ベスの養父であり、地球圏有数の大富豪「ローレン・カンパニー」の代表。地球軍および火星政府、どちらにも少なからぬ影響力を持つ。好々爺然とした表情の下に何らかの思惑を隠しており、ナイアル・ポーやキュベルネスとも何らかの密約を交わしている模様。
ガーマ
声 - 江森浩子
観光都市船リガオカに住む、火星先住移民の老婆。火星先住移民の秘宝の在り処を指し示す「導きの箱」を所有している。「導きの箱」を渡す真の相手かどうか確かめるためグラムを試す行為をした。
セレナ
声 - 平松晶子
航海に出たまま帰らぬ婚約者を待って、ある海溝に引っかかっていた異様に豪華な潜水艦の中でウェディングドレス姿で眠っていた女性。かなり思い込みの激しい性格。彼女を助けたアキが彼女に一目惚れしたところから騒動が起こってしまう。

### 革命闘士・住民
フーコー
声 - 檜山修之
現火星政府に不満を持ち、体制打破を目指す「革命闘士」三人組のリーダー格で「委員長」と呼ばれる。熱意は人一倍で暑苦しく理想を語る、長く話すと疲れるタイプ。その割に計画性とここ一番の決断力には乏しい。
ギンブチ
声 - 北沢洋
「革命闘士」三人組の一人。小柄で老け顔、呼び名の通りの銀縁ビン底眼鏡が特徴。参謀的立場だが分析するだけで行動は出来ない人。
ウロ
声 - 中嶋聡彦
「革命闘士」三人組の一人。温和で気弱な巨漢。現状のはらむ問題にうすうす気付きつつも、それを声高に訴えることが出来ずに状況に流されてしまい、損な役回りを押し付けられてしまうことも多い。
ボン
声 - 愛河里花子
都市船アデナのダウンタウンに暮らす孤児の少年。まだ子供だが妹シエを養うために様々な日雇いバイトで生計を立てている、グラムの小さな友人。
シエ
声 - 鉄炮塚葉子
ボンの妹。兄とグラムを慕い、日々バイトに出かける兄の帰りを待つ純真な少女。舌足らずな口調が特徴。
アーニャ
声 - 北條文栄
アデナのダウンタウンで名物料理ニッポリーの店を経営する女性。グラムやベスとも旧知の間柄。
カマル
声 - 野島裕史
火星先住移民の青年で、ガーマの息子。穏やかな性格で、歳も考えずに無茶をする母親に悩まされている。

## 登場兵器
ラウンド・バックラー（Round Buckler）
汎銀河大戦中に投入された人型機動兵器。絶対物理防壁を形成する盾（シールド）によって水抵抗を低減させ、機体背部の反物質ジェットから推進力を得ることにより、水中での高速移動を可能としている。ラウンドバックラー（円盾）という名称はシールドの形状が丸いことに由来する。絶対物理防壁のエネルギー限界のため、実用稼働時間は2時間と極端に短いが航空機・潜水艦・あらゆる陸上兵器を上回る機動性と戦闘力を誇り、惑星における最強の機動兵器とされている。絶対物理防壁は光学系、磁場系、重力系、音波系のセンスを全てシャットアウトするため、RBダイバーには直感的な操作技術が求められる。ザ・マーズ・デイブレイクに登場したグラムの希望号とヤガミの士翼号は、海中から出てしまうと機動力が一気に落ちるという設定に変更されている。
希望号
グラムが搭乗しているRB。全高9.1m。グラムが海中に投げ出された際、どこからとも無く現れた。原作の設定とは異なり、製造年月や誰の所有物だったのかは不明。登場時以降、グラムの専用機として使用されている。初期武装は無く登場時以降はヤガミの士翼号の武装を流用して使用している。装備されていた専用のBALLSによる操縦も可能なようで、グラムが搭乗せずとも攻撃を行うことが可能なようである。RBダイバーが直接乗り込んで操縦する初期型のRBであるが、首の後部にコネクタがあり有線操縦も可能である。グラムの持つ神の石を加工したペンダントに反応するかのような描写がいくつかされていたが、詳細は不明。最後は崩壊するオリンポス山脱出の際、致命傷を受け、乗り捨てることになった。色合いは白や青等、明るい色を基調とした色合いとなっている。
士翼号
夜明けの船の所有するヤガミ・アリアン専用のRB。こちらは原作と同じように旧式RBを高純度のパーツで補っており、最新式RBにも劣らない性能を持っている。その強さから死神というあだ名が付いている。色合いは黒や薄い紫色を基調とした暗い色で統一されている。
武勇号・義勇号
夜明けの船の所有するアキリーズ専用RB。他の三機とは違い有線式の操縦方法を用いる有線式の機体である。有線式RBは二機一対として運用するらしく、劇中に登場する有線式RBはすべて二機一対で登場している。有線ワイヤーから切り離されたとしても行動可能範囲内であれば変わらぬ性能を発揮できる。ハサミのようなアームがあるのが特徴で、切り離し作業のような動きができる。色合いは赤や茶色を基調としている。
慈愛号
夜明けの船の戦力増強を目的に急造されたショウ専用の搭乗型RB。元々はショウの部屋のRBシュミレーターを基盤に、多種多様なRBのパーツから組みあがっている。性能的には問題ないようだが、操縦するショウの腕が未熟なため、戦力となっているかは不明。ショウの未熟な腕をカバーするために戦闘補助BALLSとしてグランパが組み込まれている。そして戦闘時以外ではショウを早く一人前のRB乗りにするためにグランパによる猛特訓が行われている。希望号や士翼号と比べると丸みを帯びたボディをしている。色合いはピンクや赤を基調としている。
F級フレーム
地球軍の主力RB。外部から遠隔操縦する後期型のRBで、火星方面軍では主にシーホースとセットで運用されている。
H級フレーム
地球軍のRB。F級フレームよりもパワーと機動力が上がっている。
マーメイド
傭兵海賊キュベルネスの所有する半生体RB。「ネーバル・ウィッチ」の技術を応用した通常のRBとは異なる機体。攻撃能力等が通常RBより遥かに優れており、キュベルネスの腕もあって、1対1では恐らく最強のRBである。劇中のRBとしては珍しく人魚の姿をしており、口と見られる部分が大きく裂けて砲弾を発射したり、触手や棘などによるトリッキーな中～長距離攻撃を得意とする。
スクアート
キュベルネスの所有していた搭乗型RBだったが、ベスに渡されそのまま専用機として持ち逃げされてしまった。キュベルネス自身はマーメイドがあるため、それほど気にしてはいない様子。上半身は人型で、下半身がソリのようになっており、氷上でも行動ができるように改造されている。小回りは効かない。見た目とは裏腹にサーベルによる近距離攻撃、射撃による中距離攻撃、ミサイルによる遠距離攻撃ができるためオールマイティに戦える。色合いは白と赤を基調としている。

## 制作
監督には本作が初めてとなる森邦宏が起用された。森は、サンライズ時代からの付き合いであるプロデューサーの南雅彦とキャラクターデザイン兼アニメーションディレクターの逢坂浩司の誘いで本作に参加したとボンズとのインタビューの中で明かしており、従来の制作や演出とは異なる仕事であるため、試行錯誤していると話している。
また、森が参加した時点では、潜水艦とゲーム版のキャラクターのデザインに加え、（ゲーム用のキャラクター設定としては）かなりの量の設定が存在していたため、アニメーションとしてどのような物語を広げるか、どのキャラクターならドラマに絡ませやすいかという観点から、登場人物の選定が行われた。
また、森と逢坂はアニメ独自のアレンジを行ってきたため、森は世界観とキャラクターに関してはアレンジの度合いが大きいだろうと推測している。
実際、主人公のグラム、ヒロインのベス、ライバルの海賊のキュベルネスらはアニメオリジナルキャラクターである。
グラムがフリーターという設定はチーフライターの浅川美也の提案である。

## スタッフ
- 原案 - 「絢爛舞踏祭」（ソニー・コンピュータエンタテインメント）
- 監督 - 森邦宏
- チーフライター - 浅川美也
- キャラクターデザイン・アニメーションディレクター - 逢坂浩司
- メカニックデザイン - 佐藤道明
- RBデザイン - 佐山善則
- 特技監督 - 竹内志保、宮原洋平
- メカニック演出 - 村木靖
- メカ作画監督 - 水畑健二、中田栄治、杉浦幸次
- 美術監督 - 森川篤
- 色彩設計 - 岩沢れい子
- 撮影監督 - 木村俊也
- 3D監督 - 那須信司
- 音響監督 - 鶴岡陽太
- 音楽 - 和田薫
- プロデューサー - 笹村武史、山西太平、南雅彦
- アニメーションプロデューサー - 中山浩太郎
- 製作 - テレビ東京、電通、ボンズ

## 主題歌
オープニングテーマ「Take★Back」
作詞・作曲 - 清水恒介 / 編曲 - 武藤星児&G★Bシェルター / 歌・演奏 - G★Bシェルター
エンディングテーマ「アオイタビビト」
作詞・作曲 - 村下雅俊 / 編曲 - 中西亮輔 / 歌 - 妻夫木崇次

## 各話リスト
| 話数 | サブタイトル                       | 脚本                | 絵コンテ               | 演出              | 作画監督                                                                             | 放送日        |
| ---- | ---------------------------------- | ------------------- | ---------------------- | ----------------- | ------------------------------------------------------------------------------------ | ------------- |
| 1    | 襲撃! 夜明けの船                   | 浅川美也            | 森邦宏                 | 宮地昌幸          | 倉島亜由美                                                                           | 2004年 4月1日 |
| 2    | 猛攻! ラウンドバックラー           | 浅川美也            | 森邦宏 村木靖          | 佐藤育郎          | 小平佳幸                                                                             | 4月8日        |
| 3    | ショウ 憧れの出撃!                 | 浅川美也            | 森邦宏 京田知己        | 京田知己          | 数井浩子                                                                             | 4月15日       |
| 4    | 接触! グラムとベスと潜水艦         | 野村祐一            | 笹木信作               | 安川勝            | 高橋晃                                                                               | 4月22日       |
| 5    | アンナ奮闘! 夢の我が艦隊           | 高山治郎            | 宮地昌幸               | 宮地昌幸          | 倉島亜由美                                                                           | 4月29日       |
| 6    | 嗚呼! 栄光と情熱の革命よ!          | 名田ユタカ          | 村木靖                 | 村田和也          | 岡辰也                                                                               | 5月6日        |
| 7    | 敵か味方か!? 傭兵海賊              | 浅川美也            | 京田知己               | 佐藤育郎          | 小平佳幸、瀬上幸雄                                                                   | 5月13日       |
| 8    | 絢爛! 豪華舞踏会                   | 高山治郎            | 笹木信作               | 安川勝            | 逢坂浩司、杉浦幸次                                                                   | 5月20日       |
| 9    | ドキッ! 水着だらけの大銭湯         | 野村祐一            | 宮地昌幸               | 宮地昌幸          | 斉藤恒徳、川元利浩                                                                   | 5月27日       |
| 10   | 観光! 火星先住移民のロマン         | 浅川美也            | 笹木信作               | 村田和也          | 今泉賢一                                                                             | 6月3日        |
| 11   | 突破せよ! 地球軍包囲網             | 高山治郎            | 村木靖                 | 山本秀世          | 井口忠一                                                                             | 6月10日       |
| 12   | 怪奇! 幽霊船漂流地帯               | 佐藤大              | 安川勝 京田知己 森邦宏 | 浅見松雄          | 金一培                                                                               | 6月17日       |
| 13   | 大胆不敵! 海底の花よめ             | 清水恵              | 横山彰利               | 佐藤育郎          | 逢坂浩司、倉島亜由美 杉浦幸次（メカ）                                                | 6月24日       |
| 14   | 大脱獄! 愛と情熱の果てに           | 野村祐一            | 笹木信作               | 宮地昌幸          | 千羽由利子 中田栄治（メカ）                                                          | 7月1日        |
| 15   | 眼下の敵! 深く静かに潜航せよ       | 名田ユタカ 浅川美也 | 京田知己               | 浅見松雄          | 小平佳幸、瀬上幸雄                                                                   | 7月8日        |
| 16   | 潜入! 博物都市船、叡智の城         | 佐藤大              | 笹木信作               | 安川勝            | 井口忠一                                                                             | 7月15日       |
| 17   | 叛乱! 宇宙最強の海賊               | 高山治郎            | 村田和也               | 村田和也          | 逢坂浩司 杉浦幸次（メカ）                                                            | 7月22日       |
| 18   | 船長に求婚!? ドクターと呼ばれた男  | 清水恵              | 須永司                 | 佐藤育郎          | 倉島亜由美、前田清明 櫻井司、中川聡 諸貫哲朗、李少雪                                 | 7月29日       |
| 19   | 翔べ希望号! あの門を越えて         | 野村祐一            | 村木靖                 | 浅見松雄          | 田中誠輝                                                                             | 8月5日        |
| 20   | 果たし合い! グラムとベス           | 浅川美也            | 宮地昌幸               | 宮地昌幸          | 千羽由利子 中田栄治（メカ）                                                          | 8月12日       |
| 21   | さらば友よ! 男の夢は永遠に         | 佐藤大              | 笹木信作               | 笹木信作          | 小平佳幸 瀬上幸雄                                                                    | 8月19日       |
| 22   | 発見! オリンポス秘宝伝説の聖地     | 高山治郎            | 須永司                 | 安川勝            | 栗井重紀、山本道隆 井口忠一、スタジオ・ムーク 岡辰也・水村良男・川筋豊（レイアウト） | 8月26日       |
| 23   | 神の石! 前人未踏の争奪戦           | 野村祐一            | 村田和也               | 村田和也          | 逢坂浩司 杉浦幸次（メカ）                                                            | 9月2日        |
| 24   | 地球軍強襲! 夜明けの船突入作戦     | 佐藤大              | 須永司                 | 佐藤育郎 山田弘和 | 倉島亜由美                                                                           | 9月9日        |
| 25   | 駆けろグラム! 囚われの仲間を救え!! | 浅川美也            | 宮地昌幸               | 宮地昌幸          | 千羽由利子 中田栄治（メカ）                                                          | 9月16日       |
| 26   | 火星の夜明け! マーズ・デイブレイク | 浅川美也            | 森邦宏 村木靖          | 森邦宏            | 小平佳幸                                                                             | 9月23日       |

## 放送局
- テレビ東京
- テレビ大阪
- テレビ愛知
- TVQ九州放送
- テレビ北海道
- テレビせとうち
- 岐阜放送※独自の特番により別枠になることもあった。

## 関連商品

### DVD
販売：バンダイビジュアル。2話収録の第1巻以降は各巻3話収録。
| タイトル                              | 発売日         |
| ------------------------------------- | -------------- |
| 絢爛舞踏祭 ザ・マーズ・デイブレイク 1 | 2004年7月23日  |
| 絢爛舞踏祭 ザ・マーズ・デイブレイク 2 | 2004年8月27日  |
| 絢爛舞踏祭 ザ・マーズ・デイブレイク 3 | 2004年9月24日  |
| 絢爛舞踏祭 ザ・マーズ・デイブレイク 4 | 2004年10月22日 |
| 絢爛舞踏祭 ザ・マーズ・デイブレイク 5 | 2004年11月26日 |
| 絢爛舞踏祭 ザ・マーズ・デイブレイク 6 | 2004年12月23日 |
| 絢爛舞踏祭 ザ・マーズ・デイブレイク 7 | 2005年1月8日   |
| 絢爛舞踏祭 ザ・マーズ・デイブレイク 8 | 2005年2月24日  |
| 絢爛舞踏祭 ザ・マーズ・デイブレイク 9 | 2005年3月25日  |

### CD
発売：ビクターエンタテインメント
| タイトル                                                                        | 発売日        |
| ------------------------------------------------------------------------------- | ------------- |
| 絢爛舞踏祭 ザ・マーズ・デイブレイク ORIGINAL SOUND LOG I                        | 2004年6月23日 |
| 絢爛舞踏祭 ザ・マーズ・デイブレイク ORIGINAL SOUND LOG II                       | 2004年9月22日 |
| 絢爛舞踏祭 ザ・マーズ・デイブレイク ゴージャス・キャラクターズ・フェスティバル! | 2004年10月6日 |

### プラモデル
発売：バンダイ
1/48スケール 希望号
2005年2月28日発売